# Den Edele Dood
Den Edele Dood ist eine niederländische Black-Metal-Band.

## Geschichte
Das Projekt wurde gegründet von Maurice De Jong, einem Niederländer mit surinamischen Wurzeln, der auch für alle Instrumente und den Gesang zuständig ist. Es soll sein 20. Projekt sein, aber wohl die Fortsetzung von The Night Spectre unter anderem Namen. Im Jahr 2023 veröffentlichte er das Debütalbum Het Vlammende Zwaard en de Verschroeide Aarde (übersetzt „Das flammende Schwert und die verbrannte Erde“) in unterschiedlichen Medienformaten bei den Musiklabels Canti Eretici Productions (Italien) und Ixiol Productions (USA).

## Stil
In addergebroed.com steht zum Album Het Vlammende Zwaard en de Verschroeide Aarde geschrieben, dass es laut Musiker „Trance und minimalistischer Black Metal“ sei. Die Symbiose aus groteskem Kreischen, Gitarren, zermalmenden Trommeln und einer Überdosis Synthesizer spricht aber gegen „minimalistisch“. Stilistisch ist das Album „atonal vibrierender und dissonanter Black Metal“.

## Diskografie (Auswahl)
- 2022: Het Vlammende Zwaard en de Verschroeide Aarde